# Yūto Nakayama
Yūto Nakayama (japanisch 中山 雄登 Nakayama Yūto; * 11. April 1991 in der Präfektur Hiroshima) ist ein japanischer Fußballspieler.

## Karriere
Nakayama erlernte das Fußballspielen in der Jugendmannschaft von Sanfrecce Hiroshima und der Universitätsmannschaft der Ryūtsū-Keizai-Universität. Seinen ersten Vertrag unterschrieb er 2014 bei Roasso Kumamoto. Der Verein spielte in der zweithöchsten Liga des Landes, der J2 League. Am Ende der Saison 2018 stieg der Verein in die dritte Liga ab. Für den Verein absolvierte er 171 Ligaspiele. 2020 wechselte er zum Drittligisten Thespakusatsu Gunma. Für den Verein aus Kusatsu bestritt er 45 Ligaspiele. Zu Beginn der Saison 2023 unterschrieb er einen Vertrag beim Viertligisten Criacao Shinjuku.